# Bossa Nova (album grupy Novi Singers)
Bossa Nova – debiutancki album polskiej grupy wokalnej NOVI.
Nagrania zrealizowano w czerwcu 1967 w studiu Polskich Nagrań Studio 12 w Warszawie.
Monofoniczny LP wydany został w 1967 przez Polskie Nagrania „Muza” (PN Muza XL 0415). 
Była to również 13 płyta wydana w serii Polish Jazz. Reedycja na CD ukazała się w 2004 (PNCD 913)
oraz powtórnie na płycie winylowej w 2009.

## Lista utworów
Strona A
| 1. | Brownie (Bernard Kawka)              | 3:35  |
|    |                                      |       |
| 2. | Cichy wieczór (Janusz Mych)          | 2:45  |
|    |                                      |       |
| 3. | Żółty słoń (Waldemar Parzyński)      | 3:00  |
|    |                                      |       |
| 4. | Trzeba wracać (Bernard Kawka)        | 3:40  |
|    |                                      |       |
| 5. | Nastroje małych misiów (Janusz Mych) | 2:35  |
|    |                                      |       |
| 6. | Dwa po dwa (Bernard Kawka)           | 2:35  |
|    |                                      |       |
| 7. | Następny proszę (Bernard Kawka)      | 2:40  |
|    |                                      |       |
|    |                                      | 20:50 |
|    |                                      |       |
Strona B
| 8.  | Pyzate słoneczniki (Waldemar Parzyński)    | 3:25  |
|     |                                            |       |
| 9.  | Jak powrócić do tej chwili (Bernard Kawka) | 2:25  |
|     |                                            |       |
| 10. | Mini dziewczyna (Waldemar Parzyński)       | 1:50  |
|     |                                            |       |
| 11. | Bariera uczuć (Janusz Mych)                | 2:30  |
|     |                                            |       |
| 12. | Gogo (Waldemar Parzyński)                  | 3:55  |
|     |                                            |       |
| 13. | Król Salomon (Bernard Kawka)               | 3:35  |
|     |                                            |       |
| 14. | Tańczące orzechy (Janusz Mych)             | 2:00  |
|     |                                            |       |
|     |                                            | 19:40 |
|     |                                            |       |

## Muzycy
- Bernard Kawka – śpiew, skrzypce
- Ewa Wanat – śpiew, skrzypce
- Janusz Mych – śpiew, flet
- Waldemar Parzyński – śpiew, instrumenty perkusyjne

Głosy kwartetu nagrywano z towarzyszeniem różnych składów instrumentalnych: kontrabas z perkusją,
flet, wibrafon, sekcja instrumentów smyczkowych oraz sekcja, w składzie której byli współpracujący z grupą NOVI muzycy jazzowi:
- Adam Matyszkowicz – fortepian
- Janusz Kozłowski – kontrabas
- Janusz Sidorenko – gitara
- Jerzy Bartz – perkusja

## Informacje uzupełniające
- Reżyser nagrania – Wojciech Piętowski
- Inżynier dźwięku – Halina Jastrzębska
- Zdjęcie i projekt okładki – Marek Karewicz
- Omówienie płyty (tekst na okładce) – Jan Borkowski